# Partnair Flight 394
 Der er for få eller ingen kildehenvisninger i denne artikel, hvilket er et problem. Du kan hjælpe ved at angive troværdige kilder til de påstande, som fremføres i artiklen.

Partnair Flight 394 var en chartret flyvning, der fredag den 8. september 1989 styrtede ned i Skagerrak, 18 kilometer nord fra Hirtshals. Flyet var var lettet fra Oslo Lufthavn og var på vej til Hamburg Lufthavn. Ombord var 50 passagerer og 5 besætningsmedlemmer.
Under flyvningen opstod en række voldsomme vibrationer, der fik flyets haleparti til at falde fra hinanden. Det førte så til, at flyet kom ud af kontrol, og at begge flyets vinger brækkede. Flyet styrtede i havet og alle ombordværende omkom.
Flyulykken betragtes som den næstværste i Norges historie, og er det flystyrt i dansk luftrum med flest omkomne. I efteråret 2009 fandt man et kranium ved Uggerby, hvilket kan stamme fra ulykken, da fem af de omkomne aldrig er blevet fundet.
Der er senere sået tvivl om den officielle årsag. Bla var der NATO øvelse på flyets rute og en optagelse fra Oslo flyveledelse, angiver at der var et norsk F16 fly på vej fra Aalborg mod Rygge, som var på kollissionskurs med Partnair 394. Boltene viste ikke tegn på vibrationer, selvom tre af boltene viste sig at være “bogus parts” dvs, uægte reservedele som ikke levede op til flyfabrikantens specifikationer. 
I 2021 lavede en gruppe norske journalister en dokumentar i tre dele. Denne kan ses på DRTV. Dokumentaren beskriver flere kritisable forhold omkring havarikommissionens arbejde, norsk politi og luftfartsstyrelsen.